# 信期
信期（?—?），又叫高信，战国时期赵国大臣。
赵武灵王传位给赵惠文王，封公子章到代国。公子章和田不礼不服赵惠文王。肥义对信期说，公子章与田不礼说得好听而内心凶恶，讨主父（赵武灵王）欢心，想要假借主父的命令来发动政变。肥义表示有人奉主父命来召见赵王必须先见自己，他将先前往，没有变故，赵王才能去。信期答应了。前295年，主父和赵惠文王出游沙丘，分别住在两个行宫里。赵章、田不礼乘机率众作乱，假称主父的命令召见赵王，肥义先去，遇害。高信便与赵惠文王一同抵抗。公子成与李兑从邯郸赶来，镇压叛乱，杀死赵章及田不礼。主父在沙丘宫饿死。